# Lágrimas de Crocodilo (canção)
Lágrimas de Crocodilo é uma canção da extinta banda de rockabilly brasileira João Penca e Seus Miquinhos Amestrados. Lançada em 1986 no álbum Okay My Gay, fez bastante sucesso na época e se tornou um dos maiores sucessos da banda. No ditado popular, "lágrimas de crocodilo" significa um choro falso, fingido ou hipócrita.

## Controvérsias
A música foi bem polêmica à época de seu lançamento, pois quando tocava nas rádios os ouvintes relacionaram sua letra como pedófila. Nos trechos "aquela garotinha me ensinou o que é o amor" e "não diga nada para sua mãe" geraram bastante desconfiança.
Analisando melhor a letra da canção, podemos identificar: "dentro do meu carro a vida era melhor, sinta que a terra girava ao meu redor; alguém pediu carona e eu não pude recusar", levando em consideração que casos de pedofilia acontecem em certas circunstâncias, em veículos, quando uma criança entra no carro de estranho. Logo depois da frase, é cantado a parte "quando acelerava ela disse pra parar", os jovens antigamente se referiam ao termo "avançar no sinal" quando alguém está muito apressado para fazer sexo, talvez o autor tenha trocado "avançar" por "acelerar".
Lembrando que a banda nunca falou nada concreto sobre a letra da música e essas análises foram apenas interpretações pessoas da época.